# Клик: С пультом по жизни
«Клик: С пультом по жизни» (англ. Click) — фантастическая комедийная драма режиссёра Фрэнка Корачи. В главных ролях — Адам Сэндлер, Кейт Бекинсейл и Кристофер Уокен. Премьера в США состоялась 23 июня 2006 года, в России — 3 августа. Фильм собрал 240 миллионов долларов США по всему миру при бюджете в 82,5 миллиона.

## Сюжет
Майкл Ньюман — архитектор, над которым постоянно издевается его властный босс Джон Эммер, и он часто предпочитает работу своей жене Донне и двум детям, Бену и Саманте. Однажды ночью Майкл заходит в магазин Bed Bath & Beyond, чтобы купить универсальный пульт дистанционного управления. Он ходит по различным отделам и в итоге прикладывается вздремнуть на диван. Проснувшись, он проходит в дальнюю комнату и получает бесплатный пульт от человека по имени Морти, который предупреждает, что товар возврату не подлежит.
Майкл узнаёт, что пультом можно управлять реальностью так же, как телевизором. Он использует его, чтобы перематывать некоторые бытовые дела и периоды, когда он болеет. Морти говорит Майклу, что в это время его тело работает на «автопилоте».
Майкл проводит успешную сделку с японцами и думает, что Эммер назначит его партнёром. Он покупает своим детям дорогие велосипеды и сумочку для Донны. Однако Эммер говорит, что Майкл ещё не партнёр, и ему приходится вернуть подарки. Майкл переживает, что расстроил семью, и использует пульт, перематывая время к своему повышению, но с удивлением узнаёт, что прошло не несколько месяцев, а больше года. В тот период у Майкла ухудшились отношения с женой, и они обратились к семейному психологу; дети повзрослели, а собака умерла, и семья завела новую. Пульт же запрограммировался на автоматическую перемотку тех моментов, которые уже пропускал сам Майкл. Когда он пытается выбросить или уничтожить пульт, тот снова появляется, а Морти отказывается забрать его.
На работе Эммер говорит Майклу, что планирует уйти на пенсию, и Ньюман станет новым главой международного подразделения, а затем президентом компании. Пульт мгновенно переносит Майкла на десять лет вперёд. Он становится успешным бизнесменом, но страдает от ожирения и живёт один в роскошной квартире. Он возвращается в старый дом и видит, что Бен тоже растолстел. Донна развелась с ним и вышла замуж за Билла, бывшего инструктора Бена по плаванию. Майкл ругается с бывшей, но на него прыгает новая собака семьи: Ньюман ударяется головой об забор и впадает в кому. Пульт перематывает шесть лет, и Майкл приходит в себя в больнице. Он больше не страдает ожирением после сделанной ему липосакции. Ему также провели другие операции, а взрослый Бен теперь является партнёром фирмы. Сын тоже похудел, но поскольку занимался с Биллом.
Майкл узнаёт, что его отец Тед умер от старости. Морти появляется на кладбище, когда Майкл оплакивает отца. Майкл использует пульт, чтобы увидеть, какой был его последняя встреча с отцом, и видит, что, занимаясь работой, он нагрубил ему и отверг предложение поужинать втроём с Беном. Морти же раскрывает Майклу, что он ангел смерти. Майкл просит пульт перенести его туда, где хорошо, и оказывается в будущем на свадьбе Бена. Он слышит, как Саманта называет Билла папой, и это вызывает у него сердечный приступ. Той ночью он просыпается в больнице. Саманта поясняет, что считает и Билла, и Майкла своими отцами. Бен рассказывает, что пропустил свой медовый месяц, чтобы решить проблемы на работе. Медсестра просит всех уйти, но опасаясь, что Бен совершит те же ошибки, что и он, Майкл собирает последние силы и идёт за ним и Самантой из больницы. Однако он падает на дороге. Семья замечает его и собирается вокруг. Майкл говорит Бену, чтобы он поставил семью выше работы, и умирает.
Майкл просыпается на диване в Bed Bath & Beyond и решает изменить свою жизнь, расставив приоритеты. Он возвращается домой и обещает семье проводить с ними больше времени. Он замечает пульт на столе с запиской от Морти, в которой написано, что хорошие люди заслуживают второй шанс. Майкл выбрасывает пульт в мусорное ведро, и устройство больше не появляется.

## В ролях
| Актёр             | Роль                                           |
| ----------------- | ---------------------------------------------- |
| Адам Сэндлер      | Майкл Ньюман                                   |
| Кейт Бекинсейл    | Донна Ньюман                                   |
| Кристофер Уокен   | Морти                                          |
| Дэвид Хассельхофф | Джон Эммер босс Майка Ньюмана                  |
| Генри Уинклер     | Теодор (Тед) Ньюман отец Майкла                |
| Джулия Кавнер     | Труди Ньюман мать Майкла                       |
| Шон Астин         | Билл тренер по плаванью/новый муж Донны        |
| Роб Шнайдер       | принц Хабибу                                   |
| Джозеф Кастанон   | Бен Ньюман в 7 лет                             |
| Джона Хилл        | Бен Ньюман в 18 лет                            |
| Джейк Хоффман     | Бен Ньюман в 24 года                           |
| Татум МакКанн     | Саманта Ньюман в 5 лет                         |
| Лоррейн Николсон  | Саманта Ньюман в 16 лет                        |
| Кэти Кэссиди      | Саманта Ньюман в 22 лет                        |
| Дженнифер Кулидж  | Джанин подруга Донны/возлюбленная Джона Эммера |
| Софи Монк         | Стэйси секретарша Джона Эммера                 |
| Мишель Ломбардо   | Линда секретарша Джона Эммера                  |
| Рэйчел Дрэч       | Элин секретарша Майка Ньюмана                  |
| Камерон Монахэн   | Кевин О'Дойл сосед семьи Ньюман                |
| Яна Крамер        | Джули Ньюман невеста Бена                      |
| Эмилио Каст       | Майкл Ньюман в 10 лет                          |
| Ник Свардсон      | консультант в магазине                         |
| Терри Крюс        | поющий водитель                                |
| Долорес О’Риордан | камео                                          |
| Джеймс Эрл Джонс  | камео, рассказчик                              |

## Реакция

### Отзывы критиков
На сайте-агрегаторе рецензий Rotten Tomatoes фильм имеет рейтинг 34 % со средней оценкой 4,8 из 10 на основе 172 отзывов. Манохла Даргис из The New York Times отмечала, что, как и в этом фильме, Сэндлер обычно «играет эмоционально и психологически неполноценных людей», которые к концу меняются в лучшую сторону. Сэм Той из Empire дал картине 3 звезды из 5 и похвалил игру Дженнифер Кулидж, Дэвида Хассельхоффа и Кристофера Уокена. Роджер Эберт оценил фильм в 2 балла из 5 и написал, что, хотя он больше позиционируется как комедия, он имеет перевес в драме. Критик Тарханова из Film.ru поставила проекту оценку 5 из 10 и подчеркнула, что «в целом за 70 миллионов Корачи добился только того, что „Клик“ смотреть более-менее непротивно», сравнив его с советским двухсерийным фильмом «Бегство мистера Мак-Кинли».

### Награды и номинации
| Год  | Результат | Награда или фестиваль        | Категория               | Примечание                    |
| ---- | --------- | ---------------------------- | ----------------------- | ----------------------------- |
| 2006 | Номинация | Teen Choice Awards           | Лучшая комедия          |                               |
| 2006 | Номинация | Teen Choice Awards           | Кино лета (комедия)     |                               |
| 2006 | Номинация | Teen Choice Awards           | Лучший комедийный актёр | Адам Сэндлер                  |
| 2006 | Номинация | Teen Choice Awards           | Лучшая «химия в кадре»  | Адам Сэндлер и Кейт Бекинсейл |
| 2006 | Номинация | Teen Choice Awards           | Choice Hissy Fit        | Адам Сэндлер                  |
| 2007 | Номинация | «Оскар»                      | Лучший грим             |                               |
| 2007 | Победа    | Kids' Choice Awards          | Любимый актёр           | Адам Сэндлер                  |
| 2007 | Номинация | Kids' Choice Awards          | Любимый фильм           |                               |
| 2007 | Номинация | MTV Movie Awards             | Лучшая комедийная роль  | Адам Сэндлер                  |
| 2007 | Номинация | Motion Picture Sound Editors | Лучший монтаж звука     |                               |
| 2007 | Победа    | People's Choice Awards       | Любимая кинокомедия     |                               |

## Саундтрек
1. The Cars — «Magic»
2. The Kinks — «Do It Again»
3. The Offspring — «Come Out and Play»
4. Гвен Стефани — «Cool»
5. Carole King — «I Feel the Earth Move»
6. Irving Gordon — «Be Anything (but Be Mine)»
7. Parliament — «Give Up the Funk (Tear the Roof off the Sucker)»
8. Boots Randolph — «Yakety Sax»
9. Walter Wanderley — «Summer Samba»
10. Питер Фрэмптон — «Show Me the Way»
11. Captain And Tennille — «Love Will Keep Us Together»
12. Toto — «Hold the Line»
13. T. Rex — «20th Century Boy»
14. Tears for Fears — «Everybody Wants to Rule the World»
15. Nazareth — «Love Hurts»
16. The Andrea True Connection — «More, More, More»
17. Loverboy — «Working for the Weekend»
18. The Cranberries — «Linger»
19. Фрэнк Синатра — «I’m Gonna Live Till I Die»
20. The Strokes — «Someday»
21. Рик Окасек — «Feelings Got to Stay»
22. Джимми Ван Хьюзен — «Call Me Irresponsible»
23. U2 — «Ultraviolet (Light My Way)»
24. Air Supply — «Making Love Out of Nothing at All»
25. New Radicals — «You Get What You Give»
26. Рик Окасек — «Everybody»

В эпизодической роли самой себя снялась Долорес О’Риордан, лидер группы The Cranberries.